# Máximo Garay
Máximo Garay S, nacido como Miksa Garay (Hungría, 10 de junio de 1898 - Santiago, 8 de agosto de 1960) fue un entrenador de fútbol húngaro, naturalizado chileno, que dirigió diversos clubes en Argentina y Chile.

## Carrera profesional
Dirigió a Platense en 1934 y 1935, Independiente en 1936, Gimnasia y Esgrima La Plata en 1937 y a San Lorenzo de Almagro en 1938, año en que se fue a dirigir a Universidad Católica de Chile.
Entre 1940 y 1941 se hizo cargo de la selección de El Salvador, y luego en ese año de 1941 dirigió varios partidos a la Selección Chilena. https://www.partidosdelaroja.com/1970/01/garay-miksa.html
Publicó el libro «Manual práctico para entrenadores e instructores de fútbol», Impresos Planet, Santiago de Chile, 1971.

## Trayectoria
| Club                        | País        | Año       |
| --------------------------- | ----------- | --------- |
| Platense                    | Argentina   | 1934-1935 |
| Independiente               | Argentina   | 1936      |
| Gimnasia y Esgrima La Plata | Argentina   | 1937      |
| San Lorenzo                 | Argentina   | 1938      |
| Universidad Católica        | Chile       | 1938      |
| Selección de El Salvador    | El Salvador | 1940-1941 |
| Colo-Colo                   | Chile       | 1940      |
| Selección de Chile          | Chile       | 1941      |
| Magallanes                  | Chile       | 1941      |
| Badminton                   | Chile       | 1942      |
| Badminton                   | Chile       | 1945-1946 |